# Provinz Almería
Die Provinz Almería (spanisch Provincia de Almería, Postleitzahl 04xxx, ehem. Kfz-Kennzeichen AL) ist eine der acht Provinzen der Autonomen Region Andalusien in Südspanien. Sie grenzt an die ebenfalls andalusische Provinz Granada, sowie an die Region Murcia und an das Mittelmeer. Die Hauptstadt ist Almería.

## Fläche und Bevölkerung
Die Fläche der Provinz erstreckt sich über 8.773,96 Quadratkilometer mit 763.030 Einwohnern (Stand: 2024). Die Bevölkerungsdichte beträgt 87 Einw./km² und liegt damit deutlich unter dem spanischen Durchschnitt.

## Comarcas

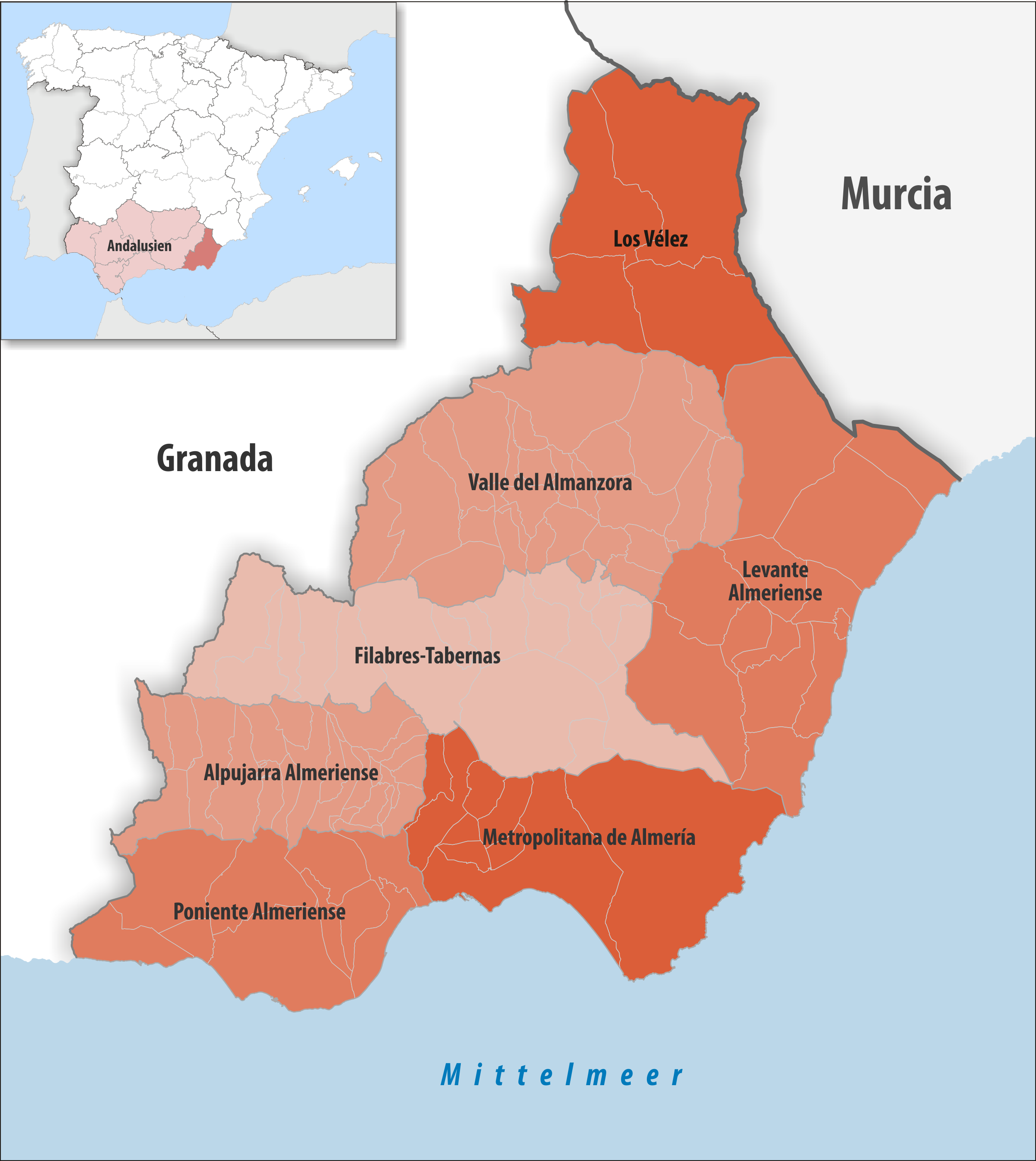
Comarcas in der Provinz Almería

Wie alle Provinzen Andalusiens wurde die Provinz Almería mit Wirkung vom 28. März 2003 in Comarcas eingeteilt.
| Comarca                  | Gemeinden | Einwohner (2024) | Fläche km² | Dichte Einw./km² | Hauptort          |
| ------------------------ | --------- | ---------------- | ---------- | ---------------- | ----------------- |
| Alpujarra Almeriense     | 22        | 14.981           | 814,45     | 18               | Alhama de Almería |
| Filabres-Tabernas        | 18        | 14.273           | 1.468,36   | 10               | Tabernas          |
| Levante Almeriense       | 13        | 109.469          | 1.585,96   | 69               | Huércal-Overa     |
| Metropolitana de Almería | 9         | 275.027          | 1.159,15   | 237              | Almería           |
| Poniente Almeriense      | 10        | 283.858          | 970,51     | 292              | El Ejido          |
| Valle del Almanzora      | 27        | 54.114           | 1.630,07   | 33               | Albox             |
| Los Vélez                | 4         | 11.308           | 1.145,46   | 10               | Vélez-Rubio       |
| Provinz Almería          | 103       | 763.030          | 8.773,96   | 87               | Almería           |

## Gerichtsbezirke

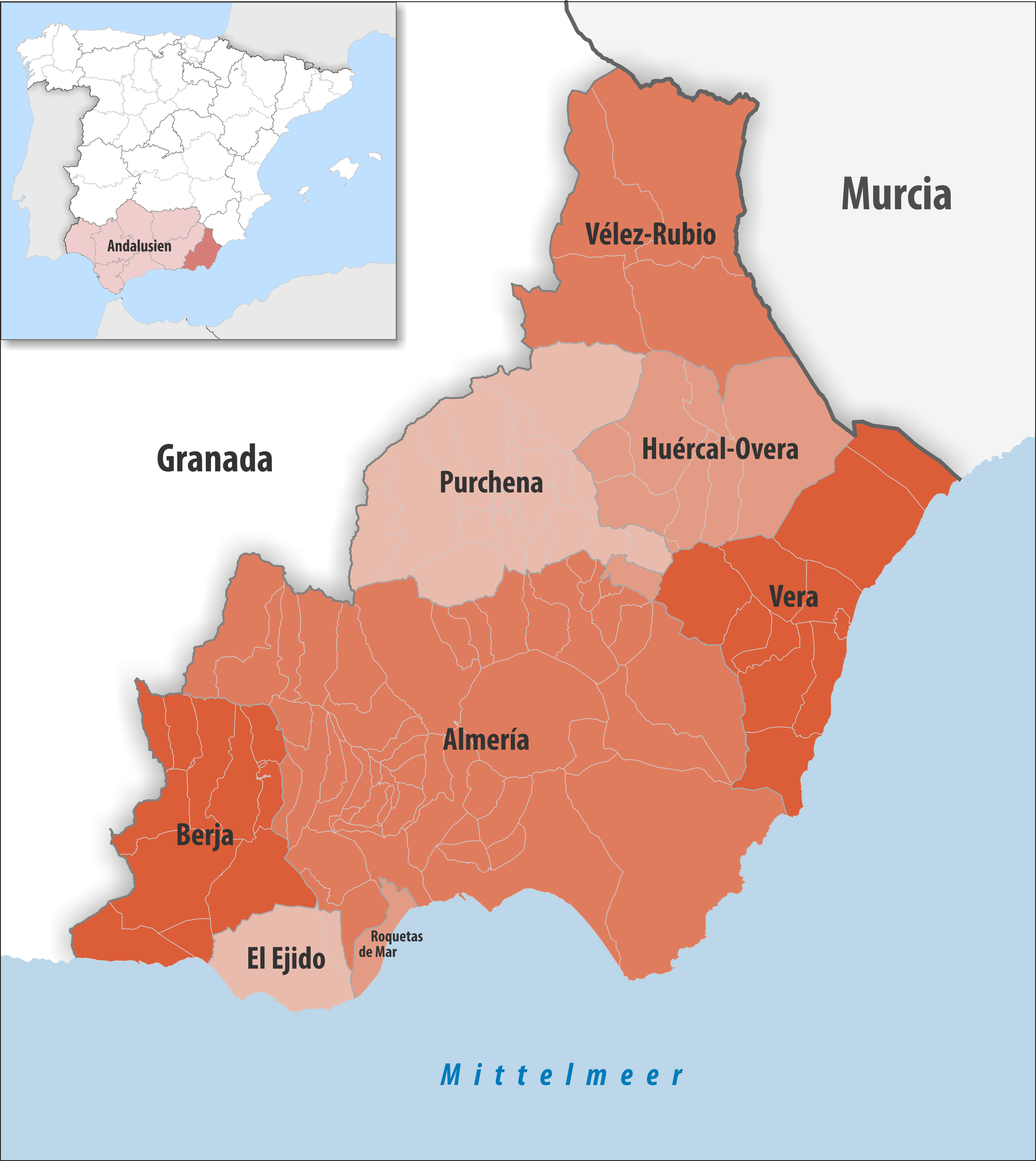
Gerichtsbezirke in der Provinz Almería

| Gerichtsbezirk  | Gemeinden | Einwohner (2024) | Fläche km² | Dichte Einw./km² | Hauptquartier   |
| --------------- | --------- | ---------------- | ---------- | ---------------- | --------------- |
| Almería         | 48        | 332.697          | 3.568,57   | 93               | Almería         |
| Berja           | 9         | 49.951           | 783,71     | 64               | Berja           |
| El Ejido        | 2         | 98.812           | 249,70     | 396              | El Ejido        |
| Huércal-Overa   | 8         | 57.638           | 894,10     | 64               | Huércal-Overa   |
| Purchena        | 21        | 28.991           | 1.148,35   | 25               | Purchena        |
| Roquetas de Mar | 1         | 109.204          | 59,65      | 1.831            | Roquetas de Mar |
| Vélez-Rubio     | 4         | 11.308           | 1.145,46   | 10               | Vélez-Rubio     |
| Vera            | 10        | 74.429           | 924,42     | 81               | Vera            |
| Provinz Almería | 103       | 763.030          | 8.773,96   | 87               | Almería         |

## Größere Orte
Die folgenden 14 Gemeinden hatten im Jahre 2024 mehr als 10.000 Einwohner.
| Gemeinde            | Einwohner (1. Januar 2022) |
| ------------------- | -------------------------- |
| Almería             | 202.675                    |
| Roquetas de Mar     | 109.204                    |
| El Ejido            | 90.135                     |
| Níjar               | 33.076                     |
| Vícar               | 28.835                     |
| Adra                | 25.515                     |
| Huércal-Overa       | 20.609                     |
| Vera                | 19.488                     |
| Huércal de Almería  | 18.584                     |
| Cuevas de Almanzora | 15.246                     |
| Berja               | 12.939                     |
| Albox               | 12.408                     |
| Pulpí               | 11.906                     |
| Garrucha            | 10.603                     |

Kleinste Gemeinde ist Benitagla mit 60 Einwohnern.

## Geschichte
Almería hat eine lange Vorgeschichte, die durch die Anwesenheit verschiedener Zivilisationen geprägt ist. Schon aus dem Paläolithikum (Altsteinzeit) gibt es, ebenso wie aus dem Neolithikum (Jungsteinzeit) Spuren (Höhlenmalereien). Die ältesten Funde stammen aus den Höhlen Cuesta del Rio Claro und Zájara I. Jüngere wurden in den Höhlen Cueva de Ambrosio, Zájara II, Humosa, Serrón und La Palica sowie in Carboneras gemacht. Ab 5000 v. Chr. finden sich neolithische Spuren (Ware der Cardial- oder Impressokultur) von Cabecicos Negos (bei Vera) und auf dem Cerro de los López. Die Almeríakultur gestaltet den Übergang zur Metallzeit. Die älteste "Siedlung" der Provinz, Los Millares, entstand in der Kupfersteinzeit und hatte bereits über 1.000 Einwohner, deren Kultur auf der Kupferverarbeitung basierte. Gegenstände aus diesem Ort verbreiteten sich während des 3. Jahrtausend vor Chr. über einen großen Teil der Iberischen Halbinsel.
In der Bronzezeit (zwischen 1700 und 1400 v. Chr.) breitete sich die bedeutende El-Argar-Kultur in der spanischen Levante aus, zu der die Region Almería gehört.
Die Kolonien Baria (Villaricos) und Abdera (Adra) zeugen von der Anwesenheit der Phönizier in dieser Gegend. Diese wurden von der punischen Zivilisation (der Karthager) übernommen, die sich im westlichen Mittelmeer ausbreiteten. Die Auseinandersetzung mit dem Römischen Reich beendete ihre Anwesenheit.
In Adra und Almería fand man Reste römischer Salzproduktionsstätten. Diese sind ein Hinweis auf den blühenden Handel, der auf der Produktion des garum basierte, einer Sauce auf der Grundlage von Fisch und aromatischen Kräutern, die zur damaligen Zeit als Delikatesse galt.
Nach der römischen Herrschaft wurde Almería von den Vandalen, den Westgoten und den Byzantinern erobert. Zweifellos ist aber die islamische Zivilisation, die anschließend über einen Zeitraum von acht Jahrhunderten präsent war, diejenige, die den größten Einfluss auf die Provinz Almería ausübte. Zu Beginn des 8. Jahrhunderts bevölkerten Araber – im Wesentlichen Teil Jemeniten – und Berber das Territorium Almerías und begannen damit, eine neue Art der Landwirtschaft zu entwickeln, die grundlegende landschaftliche Veränderungen zur Folge hatte.

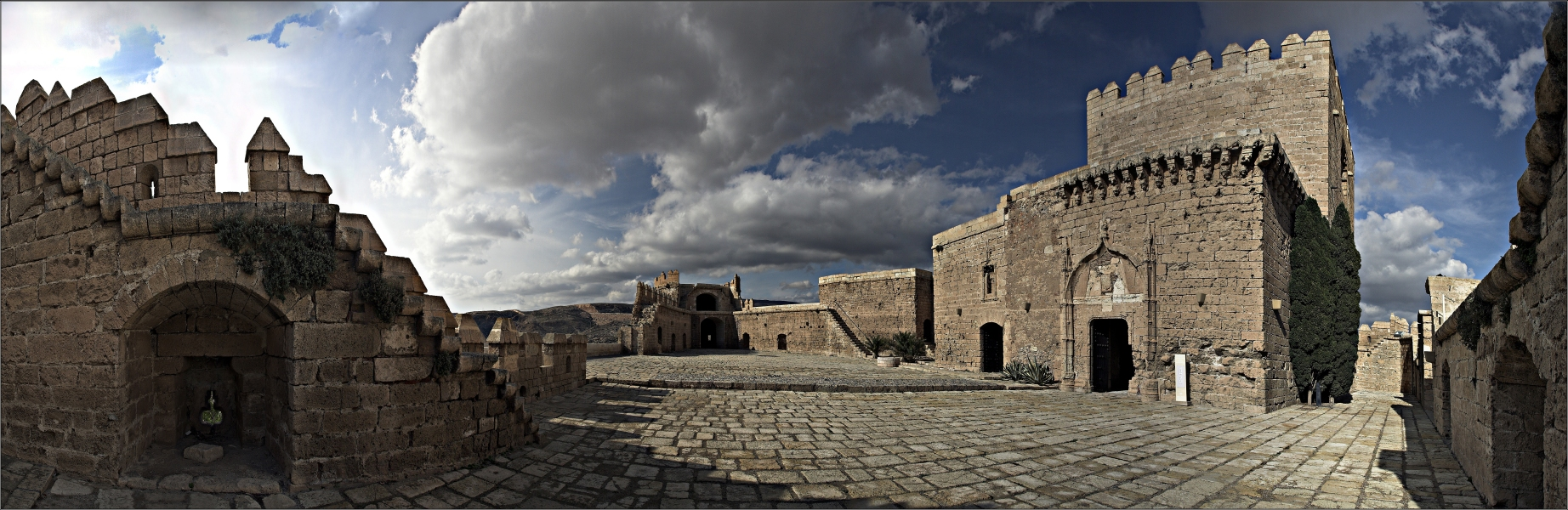
Alcazaba – Innenhof

Im Jahr 955 befahl Abd ar-Rahman III. den Bau einer Festung (spanisch: Alcazaba), um das Vordringen des Kalifats der Fatimiden von deren Hauptstadt Mahdia (Tunis) aus zu verhindern. Diese Festung ist mit 43.000 m² die größte auf der Iberischen Halbinsel und gleichzeitig die offizielle Geburt der Stadt Almería, die bis zu diesem Zeitpunkt das Hafenviertel von Pechina war. Später wurde dieser Ort der Haupthafen des Kalifats von Córdoba und entwickelte einen regen Handel mit dem östlichen Mittelmeerraum und Nordafrika. Im Verlauf des 9. Jahrhunderts führte Almería seinen Wohlstand auf den Import von Seide zurück.
Während des Zeitalters der Taifas (Teilreiche) wurde die Provinz Almería von Banu al-Amiri (1012–1038) beherrscht, anschließend kurzzeitig von Valencia annektiert (1038–1041). Dann wurde es von Granada an die Banu Sumadih-Dynastie gegeben, bis es im Jahr 1091 von den Almoraviden erobert wurde.
Im Zuge der Reconquista (Rückeroberung) belagerte Alfons VII. Almería mit einem Heer, das von Truppen aus Katalonien, Genua, Pisa und dem Frankenreich unterstützt wurde; im Jahr 1147 wurde die Stadt erobert. Seine Herrschaft dauerte jedoch nur zehn Jahre, danach wurde die Gegend von der arabischen Dynastie der Almohaden zurückerobert. Allerdings erreichte die Stadt nie mehr ihren alten Glanz.
Im 13. Jahrhundert wurde die Region ein Teil des Emirats von Granada, bis sie schließlich von den Katholischen Königen im Jahr 1489 vollends eingenommen wurde.
Im 16. Jahrhundert fanden regelmäßige Angriffe durch Berber-Piraten statt, die noch bis in das 18. Jahrhundert anhielten. Hauptsächlich wurden dadurch Bewohner der Küstengegenden in die Sklaverei nach Nordafrika verschleppt.

Stilisierter Indalo

Auf die weit zurückreichende Geschichte geht auch das Symbol der Provinz Almería der Indalo zurück, der an Häusern zu finden ist, aber auch als Glücksbringer und auf T-Shirts gedruckt verkauft wird.

## Wirtschaft

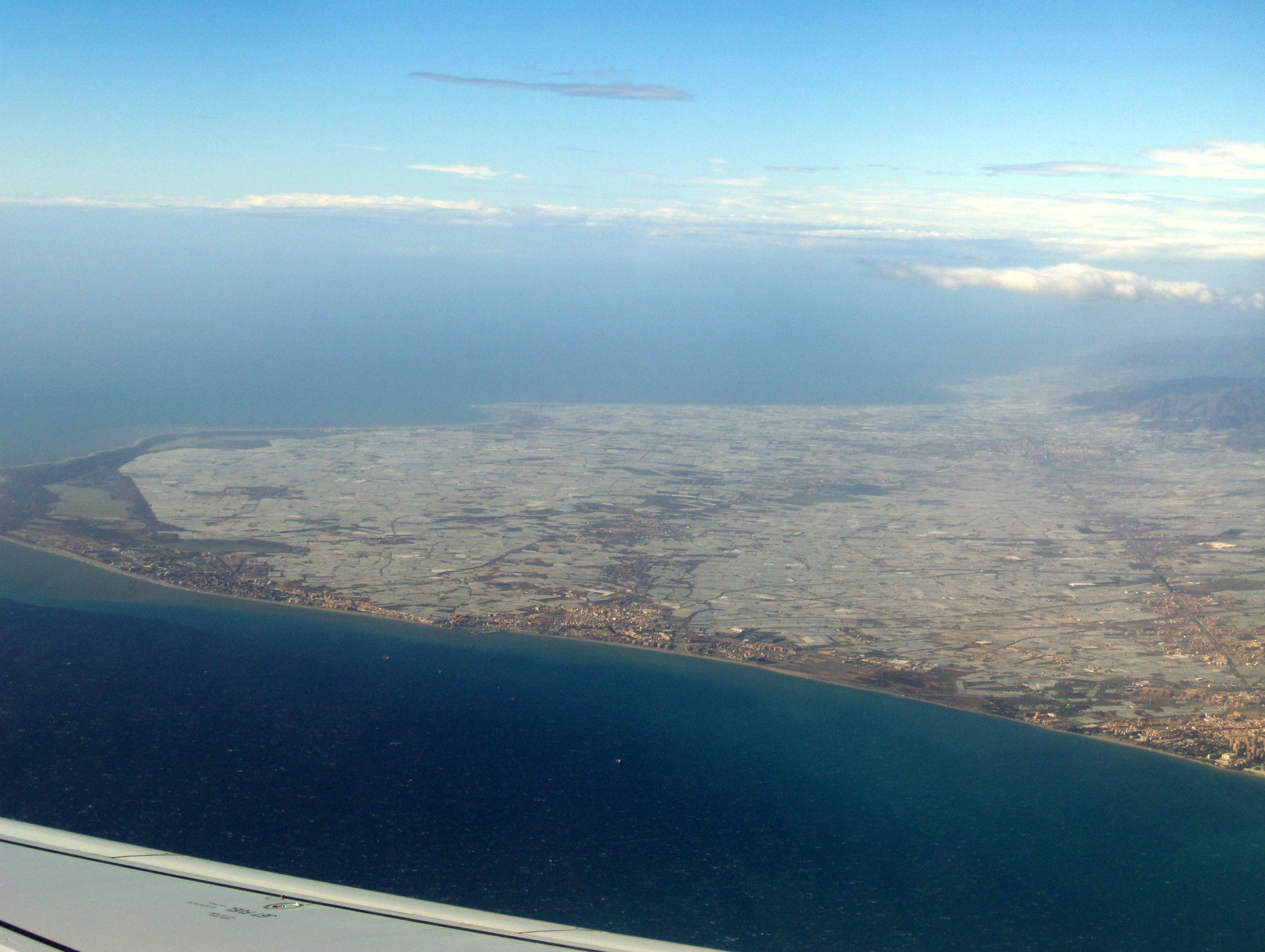
Das mar del plástico (dt. Plastikmeer), die weltgrößte Konzentration von Intensivkultur.

Der wichtigste wirtschaftliche Faktor ist die landwirtschaftliche Produktion in Gewächshäusern. Jedes Jahr werden Millionen von Tonnen an Gemüse und Obst nicht nur innerhalb Europas, sondern auch weltweit exportiert. Die Intensivkultur ist auch für die Bezeichnung Mar del plastico (dt. Plastikmeer) verantwortlich. Es handelt sich dabei um die weltgrößte Konzentration von Intensivkultur. Diese Kulturen bedecken in Almería 350 km² und erwirtschaften 80 % der spanischen Gemüseexporte. Die Arbeit in den stark mit Pestiziden belasteten Anlagen wird vor allem von nordafrikanischen Migranten geleistet, aufgrund ihrer unsicheren Rechtslage meist illegal, unter unmenschlichen Wohnbedingungen und zu Dumpinglöhnen. Aufgrund der Billiglöhne und hohen EU-Subventionen im Rahmen der europäischen Transitförderung kann Gemüse aus Almería selbst in Afrika die lokale Produktion preislich unterbieten. Die spanischen Behörden haben, auch aufgrund des Drucks von Seiten der EU-Kommission, zu Beginn des 21. Jahrhunderts drastische Maßnahmen zur Reduzierung des Einsatzes von Pestiziden und der Belastung des Grundwassers durch Nitrate eingeleitet.
Die andere wirtschaftliche Quelle stellt der Tourismus dar, dank des warmen und sonnigen Klimas und der Touristenorte Roquetas de Mar, Aguadulce, Vera oder Cabo de Gata.
Bekannt ist auch das Versuchsgelände Plataforma Solar de Almería (kurz auch PSA) in der Nähe des Ortes Tabernas nördlich von Almería. Dort wird seit 1980 Forschung und Entwicklung für konzentrierende Solartechnologien betrieben.

## Geografische Beschaffenheit
Almería ist eine der gebirgigsten Provinzen Spaniens. 46 % der Bevölkerung wohnen im Bergland, 34 % in hügeligem Gebiet und nur 19 % in den Ebenen. Von Westen nach Osten durchziehen verschiedene massive Hochgebirgszüge die Provinz, die Teil des Penibetischen Systems (Sistema Penibético) sind. Diese einzigartige Anordnung von Gebirgszügen ist hauptverantwortlich für die historische Abschottung sowohl gegenüber dem Rest Spaniens als auch der einzelnen Bezirke untereinander und führt zu einem besonderen vom restlichen Spanien abweichenden Klima, das besonders im Winter von großem Vorteil ist.
Das wüstenartige Klima der Provinz ist verantwortlich für die charakteristischen Trockenflussbetten, die überall anzutreffen sind, hauptsächlich aber in den nahe am Meer gelegenen Regionen. Die kleineren Flüsse führen im größten Teil des Flusslaufes Wasser, aber normalerweise versickert es, bevor es die Mündung am Meer erreicht. Die wichtigsten Flüsse sind der Almanzora, der Andarax, der Grande de Adra, der Alías und der Río de Aguas. Letzterer ist mitverantwortlich für den Gips-Karst bei Sorbas.
Der höchste Berg der Provinz ist der Chullo (2609 msnm), der sich in die Sierra Nevada einfügt. Dieses Gebirge teilt sich Almería mit der Provinz Granada. Weitere bedeutende Gipfel sind der Almírez (2.518 m), der Morrón (2.236 m) in der Sierra de Gádor, der Calar Alto (2.168 m) in der Sierra de los Filabres, die Tetica de Bacares (2.080 m) ebenda und der Pico de María (2.045 m) im gleichnamigen Gebirge.
Die Küste Almerías erstreckt sich über 219 km und weist verschiedene geographische Unregelmäßigkeiten auf. Die bekanntesten sind der Golf von Almería, Cabo de Gata, Punta Estinas und Punta Sabinar. Außerdem noch die Felseninseln Terreros und San Andrés; und die Insel Alborán, eine wichtige Enklave, die für Natur, Fischerei und aus strategischen Gründen bedeutsam ist. Der Name ist von dem Piraten Al Borán abgeleitet, der sie als Stützpunkt nutzte.
Zu den drei Stauseen zählen der des Flusses Almanzora (Austragungsort der 15. Mittelmeerspiele), der Benínar, in dessen Bett das Dorf gleichen Namens liegt, und der 1850 in der Nähe von Níjar eingeweihte Isabel II., einer der ältesten in Spanien.
Der Naturreichtum der Provinz Almería ist in verschiedenen geschützten Gebieten zu finden:
1. Der Nationalpark Sierra Nevada, den sich die Region mit der Provinz Granada teilt; dort findet man Iberiensteinböcke und Wildschweine.
2. Der Naturpark Parque Natural de Cabo de Gata (seit 1987); er ist der erste Naturpark Spaniens, der sich sowohl über einen Teil des Meeres als auch über Land erstreckt und in dem möglicherweise der letzte Teil unberührter Mittelmeerküste zu finden ist. Es existiert dort eine Vielzahl an einheimischen xerophilen (= die Trockenheit liebenden) Pflanzen, und bis vor ein paar Jahren traf man dort noch auf die letzten Mönchsrobben Europas.
3. Der Naturpark Parque Natural de la Sierra de María-Los Vélez. Dort befindet sich ein großer Bestand an mediterranen Steineichenwäldern. Auch trifft man dort auf die seltene Maurische Landschildkröte (span. tortuga mora; lat. Testudo graeca).

Darüber hinaus gibt es noch vier weitere "Naturgegenden" (Parajes Naturales):
1. Desierto de Tabernas
2. Reserva Natural Karst en Yesos de Sorbas, ein Gips-Karstgebiet mit Höhlen und Nischen, die durch den Rio de Aguas ausgewaschen wurden.
3. Punta Entinas-Sabinar
4. Sierra Alhamilla

und das Reserva Natural Albufera de Adra. Außerdem soll ebenfalls die schon weiter oben genannte Insel Alborán samt ihrer Umgebung zu einem Paraje Natural erklärt werden.
Andere Kostbarkeiten der Natur in dieser Region sind der große Olivenbaum von Aguamarga, womöglich der größte überhaupt und einer der ältesten Europas, und der Kreide-Geod von Pulpí, auch dieser einer der größten der Erde.

## Klima
In der Provinz Almería herrscht subtropisches Wüstenklima und Halbwüstenklima (Effektive Klimaklassifikation nach Köppen: BWh und BSh); der Himmel ist meist wolkenlos und sehr hell, die Sommer warm und die Winter mild. An der Südküste weht die meiste Zeit ein starker Westwind. Der Ostwind sorgt andererseits dafür, dass die Temperatur in der Hauptstadt Almería in der Regel ein paar Grade höher liegt.
Die Niederschlagsmenge ist gering, Cabo de Gata ist der Ort, an dem es in Spanien am wenigsten regnet. Gleichzeitig ist Desierto de Tabernas die einzige Wüste des europäischen Kontinents; und aufgrund der einzigartigen Naturbeschaffenheit fanden hier in den 1960er, 1970er und 1980er Jahren einige Dreharbeiten zu Western-Filmen statt, beispielsweise Zwei glorreiche Halunken oder Für eine Handvoll Dollar. Aber auch bedeutende Teile von Lawrence von Arabien, Conan der Barbar und die Indiana Jones und der letzte Kreuzzug wurden hier gedreht.